# فيروز خوندة
فيروز خوندة بنت السلطان علاء الدين، ملك دهلي في بلاد الهند، كانت فريدة الزمان حسنًا وبهاء، وعقلًا وذكاء، ذات أدب وفصاحة، وكياسة وملاحة، محبة للمكرمات، تفعل الخير مع كل من تراه مستحقًّا.

## مشاركة فيروز لأخوها شهاب الدين
شاركت أخاها السلطان شهاب الدين في صعاب الأمور، وسلَّم لها زمام الأحكام حتى إنها بأصالة رأيها ضبطت المملكة أحسن مما كانت عليه في مدة أبيها، وكان أخوها لا يقطع أمرًا إلا برأيها، ومن شدة محبته لها لم يرض أن يزوجها خارجًا عن مملكته، وزوجها لشخص غريب اسمه الأمير «غدا»، ابن الأمير هبة الله بن مهني، أمير عرب الشام؛ بقصد أن يقيم عنده، كما قال ابن بطوطه في «رحلته»:
إنه لما جاء الأمير «غدا» ابن الأمير هبة الله سائحًا في بلاد الهند مرَّ على «دهلي»، فأكرمه السلطان شهاب الدين إكرامًا زائدًا، وأحب أن يأخذه ضيفه من محبته للعرب، فزوَّجه أخته المذكورة، وعمل له فرحًا عظيمًا، وكيفيته أن عين للقيام بشأن الوليمة ونفقاتها الملك فتح الله المعروف «بشونويس»، وعين ابن بطوطة لملازمة الأمير «غدا» والكون معه في تلك الأيام، فأتى الملك فتح الله بالصيوانات فظلل بها فسحات القصر الأحمر، وضرب في كل واحد منهما قبة ضخمة جدًّا، وفرش ذلك بالفرش الحسان، وأتى شمس الدين التبريزي، أمير المطربين، ومعه الرجال المغنون والنساء المغنيات والرواقص، وكلهن مماليك السلطان، وأحضر الطباخين والخبازين والشوايين والحلوانيين والثريدارية والتبول، وذبحت الأنعام والطيور، وأقاموا يطعمون الناس خمسة عشر يومًا، ويحضر الأمراء الكبار والأعزاء ليلًا ونهارًا.